# Paracraga
Paracraga is een geslacht van vlinders van de familie Dalceridae.

## Soorten
- P. amianta Dyar, 1909
- P. argentea (Schaus, 1910)
- P. canalicula Dognin, 1910
- P. cyclophera Dyar, 1914
- P. halophora Dyar, 1928
- P. innocens Schaus, 1905
- P. necoda Druce, 1901
- P. pulverina Schaus, 1920